# Marnans
Marnans är en kommun i departementet Isère i regionen Auvergne-Rhône-Alpes i sydöstra Frankrike. Kommunen ligger i kantonen Roybon som tillhör arrondissementet Grenoble. År 2022 hade Marnans 132 invånare.

## Befolkningsutveckling
Antalet invånare i kommunen Marnans
Referens:INSEE